# Philippe Delaye
Pour les articles homonymes, voir Delaye.
Philippe Delaye est un footballeur français né le 25 juin 1975 à Montbrison dans le département de la Loire. Il évolue au poste de milieu de terrain du début des années 1990 à la fin des années 2000.
Formé au Montpellier HSC, il joue ensuite au Stade rennais, au SC Bastia, au FC Istres avant de terminer sa carrière dans son club formateur.

## Biographie
Philippe Delaye commence le football à l'Olympique de Saint-Étienne puis, en 1992, intègre le centre de Formation du Montpellier HSC. Âgé seulement de dix-huit ans, l'entraîneur Gérard Gili le fait débuter en équipe première la même saison, lors d'un déplacement au FC Sochaux. Dans ce match comptant pour la trente-septième journée du championnat, disputé le 29 mai 1993, il entre en jeu à la 72e minute de la rencontre en remplacement de Thierry Laurey. Les deux équipes se séparent sur un match un nul un but partout. Les deux saisons suivantes, le milieu de terrain offensif droitier évolue le plus généralement en équipe réserve, et ne dispute que quatre matchs avec l'équipe première.
Surnommé « Little Baggio », en référence à l'Italien Roberto Baggio,, son temps de jeu augmente lors de la saison 1995-1996. Il dispute vingt-sept matchs dont treize en tant que remplaçant, et inscrit ses deux premiers buts en championnat. La saison suivante, avec le retour au club de Kader Ferhaoui, il est moins utilisé par l'entraîneur Michel Mézy. Il connaît cependant, en fin de saison, sa seule et unique sélection en équipe de France espoirs. Appelé par le sélectionneur Raymond Domenech pour disputer les Jeux méditerranéens de 1997, il entre en jeu à la 76e minute de la rencontre face à la Grèce, perdue sur le score de trois buts à zéro, en remplacement de Ludovic Asuar. Il dispute ensuite la Coupe du monde militaire où il se blesse, ce qui lui fait rater le début de la saison suivante. Titulaire à partir de la saison 1998-1999, il termine meilleur buteur du club avec douze buts inscrits toutes compétitions confondues. L'année suivante, il participe à la campagne victorieuse en Coupe Intertoto, mais ne dispute cependant pas la finale face au Hambourg SV. En championnat, le club, après treize années en première division, est relégué en fin de saison. Philippe Delaye réalise cependant une saison pleine en inscrivant six buts et en délivrant six passes décisives.
Sollicité par de nombreux clubs, dont le Paris Saint-Germain, avec qui il est proche de signer, il s'engage finalement pour quatre ans avec le Stade rennais, contre une indemnité de transfert de 43 millions de francs. L'entraîneur rennais Paul Le Guen, qui a insisté pour sa venue, en fait un de ses joueurs cadres. Malgré une saison difficile, le club termine le championnat à la sixième place. L'année suivante, Philippe Delaye est victime de nombreuses blessures et ne dispute que dix-huit rencontres de championnat sous les ordres de Christian Gourcuff. Avec l'arrivée de Philippe Bergeroo comme entraîneur, il se retrouve à jouer milieu offensif central dans le dispositif tactique en 3-5-2 puis, avec le nouvel entraîneur Vahid Halilhodžić, retrouve son poste à droite, plus conforme à ses qualités,. Il connaît, en 2003, son cinquième entraîneur en quatre saisons, le Roumain László Bölöni. Peu utilisé dans le roulement de l'effectif en début de saison, il retrouve l'équipe première en octobre,. L'entraîneur ne comptant cependant pas sur lui, il réalise des essais non concluants en Angleterre au sein des Blackburn Rovers et d'Everton FC. Il dispute, sous les couleurs rennaises, son dernier match en janvier 2004 face au FC Sochaux. Il sort en cours de rencontre, remportée quatre buts à zéro, à la suite d'une blessure à la cuisse,. Le Montpellier HSC, son ancien club, essaye alors de se le faire prêter mais, il est finalement prêté au SC Bastia jusqu'à la fin de la saison,. Il dispute treize rencontres de championnat avec le club corse puis, en fin de contrat avec le Stade rennais, il se retrouve sans emploi.
Philippe Delaye est, en novembre 2004, en contact avec l'AC Ajaccio mais aucun contrat n'est finalement signé. Il s'engage finalement, en janvier 2005, avec le FC Istres, club promu en Ligue 1, alors vingtième du championnat,. Sous l'autorité du duo d'entraîneur Xavier Gravelaine et Jean-Louis Gasset, il dispute treize rencontres sous les couleurs istréennes. Le club remporte quatre de ses treize dernières rencontres mais ne peut éviter la relégation.
En mai 2005, alors qu'il évolue encore au FC Istres, il signe un contrat de deux ans avec son club formateur, le Montpellier HSC, qui évolue en Ligue 2. Joueur cadre de l'équipe, il voit son contrat renouvelé en juin 2007. Souvent blessé l'année de la remontée en Ligue 1, il est ensuite peu utilisé par l'entraîneur René Girard en Ligue 1. En février 2010, il se rompt les ligaments croisés du genou, dans un match avec l'équipe réserve et est absent des terrains pendant six mois. Le huit mai de la même année, Philippe Delaye annonce la fin de sa carrière. Il reste dans l'encadrement du club montpelliérain et devient coordonnateur sportif du club.
En janvier 2022, son fils Sacha Delaye signe son premier contrat professionnel au Montpellier HSC à l'âge de 19 ans.

## Palmarès
Philippe Delaye dispute 232 matchs pour trente-trois buts inscrits en Ligue 1 et 115 matchs pour douze buts marqués en Ligue 2. Vice-champion de France de Ligue 2 en 2009 avec le Montpellier HSC, il est le sixième joueur le plus capé de l'histoire du club avec 302 matchs disputés.

## Statistiques
Le tableau ci-dessous résume les statistiques en match officiel de Philippe Delaye durant sa carrière de joueur professionnel,.
| Saison                | Club                  | Championnat           | Championnat | Championnat | Coupe nationale | Coupe nationale | Coupe de la Ligue | Coupe de la Ligue | Compétition(s) continentale(s) | Compétition(s) continentale(s) | Compétition(s) continentale(s) | Sélection      | Sélection | Sélection | Total | Total |
| Saison                | Club                  | Division              | M.          | B.          | M.              | B.              | M.                | B.                | Comp.                          | M.                             | B.                             | Équipe         | M.        | B.        | M.    | B.    |
| 1992-1993             | Montpellier HSC       | Division 1            | 2           | 0           | -               | -               | -                 | -                 | -                              | -                              | -                              | -              | -         | -         | 2     | 0     |
| 1993-1994             | Montpellier HSC       | Division 1            | 2           | 0           | 1               | 0               | -                 | -                 | -                              | -                              | -                              | -              | -         | -         | 3     | 0     |
| 1994-1995             | Montpellier HSC       | Division 1            | 2           | 0           | -               | -               | -                 | -                 | -                              | -                              | -                              | -              | -         | -         | 2     | 0     |
| 1995-1996             | Montpellier HSC       | Division 1            | 27          | 2           | 5               | 1               | 1                 | 0                 | -                              | -                              | -                              | -              | -         | -         | 33    | 3     |
| 1996-1997             | Montpellier HSC       | Division 1            | 19          | 1           | 1               | 0               | 1                 | 0                 | -                              | -                              | -                              | France espoirs | 1         | 0         | 22    | 1     |
| 1997-1998             | Montpellier HSC       | Division 1            | 13          | 2           | 2               | 1               | 2                 | 1                 | CI                             | 1                              | 0                              | -              | -         | -         | 18    | 4     |
| 1998-1999             | Montpellier HSC       | Division 1            | 31          | 9           | 1               | 0               | 4                 | 3                 | -                              | -                              | -                              | -              | -         | -         | 36    | 12    |
| 1999-2000             | Montpellier HSC       | Division 1            | 29          | 6           | 1               | 0               | 1                 | 1                 | CI+C3                          | 7+2                            | 3+1                            | -              | -         | -         | 40    | 11    |
| 2000-2001             | Stade rennais FC      | Division 1            | 30          | 7           | 1               | 0               | 1                 | 0                 | -                              | -                              | -                              | -              | -         | -         | 32    | 7     |
| 2001-2002             | Stade rennais FC      | Division 1            | 18          | 1           | 1               | 0               | 2                 | 0                 | CI                             | 3                              | 0                              | -              | -         | -         | 24    | 1     |
| 2002-2003             | Stade rennais FC      | Ligue 1               | 24          | 3           | 2               | 0               | 1                 | 0                 | -                              | -                              | -                              | -              | -         | -         | 27    | 3     |
| 2003-2004             | Stade rennais FC      | Ligue 1               | 5           | 0           | -               | -               | 1                 | 0                 | -                              | -                              | -                              | -              | -         | -         | 6     | 0     |
| 2004                  | SC Bastia (prêt)      | Ligue 1               | 13          | 0           | -               | -               | -                 | -                 | -                              | -                              | -                              | -              | -         | -         | 13    | 0     |
| 2005                  | FC Istres             | Ligue 1               | 13          | 1           | -               | -               | -                 | -                 | -                              | -                              | -                              | -              | -         | -         | 13    | 1     |
| 2005-2006             | Montpellier HSC       | Ligue 2               | 33          | 4           | 5               | 1               | 3                 | 1                 | -                              | -                              | -                              | -              | -         | -         | 41    | 6     |
| 2006-2007             | Montpellier HSC       | Ligue 2               | 32          | 4           | 4               | 1               | 2                 | 0                 | -                              | -                              | -                              | -              | -         | -         | 38    | 5     |
| 2007-2008             | Montpellier HSC       | Ligue 2               | 30          | 3           | 4               | 1               | 1                 | 0                 | -                              | -                              | -                              | -              | -         | -         | 35    | 4     |
| 2008-2009             | Montpellier HSC       | Ligue 2               | 20          | 1           | 2               | 0               | 3                 | 0                 | -                              | -                              | -                              | -              | -         | -         | 25    | 1     |
| 2009-2010             | Montpellier HSC       | Ligue 1               | 4           | 0           | 1               | 0               | 1                 | 0                 | -                              | -                              | -                              | -              | -         | -         | 6     | 0     |
| Total sur la carrière | Total sur la carrière | Total sur la carrière | 347         | 44          | 31              | 5               | 24                | 6                 | -                              | 13                             | 4                              | -              | 1         | 0         | 416   | 59    |